# Kevin Anderson (aktor)
Kevin Anderson (ur. 13 stycznia 1960 w Gurnee) – amerykański aktor teatralny, filmowy i telewizyjny, kaskader.

## Życiorys
Urodził się w Gurnee, w hrabstwie Lake w stanie Illinois jako jedno z pięciorga dzieci Josepha Andersona. Podczas nauki w Viking Junior High został założycielem i prezesem klubu dramatycznego. W 1981 roku ukończył studia na wydziale aktorskim Goodman School of Drama, a następnie przez trzy lata kształcił się w DePaul University w Chicago.
Przyłączył się do Steppenwolf Theatre Company, gdzie w zespole artystycznym również byli: John Malkovich, Gary Sinise i Laurie Metcalf. W 1985 roku został uhonorowany nagrodą Theater World Award i Joseph Jefferson Award za rolę Phillipa w spektaklu Sieroty (Orphans). 
W swoim debiutanckim filmie Ryzykowny interes (Risky Business, 1983) pojawił się jako Chuck, jeden z przyjaciół Toma Cruise’a. Był młodszym  bratem Richarda Gere’a i właścicielem farmy w filmie kryminalnym Gary’ego Sinise Witaj w domu (Miles from Home, 1988). W dreszczowcu Sypiając z wrogiem (Sleeping with the Enemy, 1991) był nową miłością Julii Roberts.
W 1993 roku stworzył postać Joego Gillisa w oryginalnej londyńskiej produkcji Andrew Lloyda Webbera Sunset Boulevard z Patti LuPone. 
W 1999 roku odebrał nagrodę Drama Desk Award i zdobył nominację do Tony Award za rolę Biffa Lomana w przedstawieniu Arthura Millera Śmierć komiwojażera.

## Filmografia
- 1983: Ryzykowny interes (Risky Business) jako Chuck
- 1985: Policjanci z Miami (Miami Vice) jako Blue Wacko
- 1988: Witaj w domu (Miles from Home) jako Terry Roberts
- 1989: Na wrogiej ziemi (In Country) jako Lonnie
- 1991: Sypiając z wrogiem (Sleeping with the Enemy) jako Ben Woodward
- 1992: Hoffa jako Robert Kennedy
- 1993: Wschodzące słońce (Rising Sun) jako Bob Richmond
- 1997: Tysiąc akrów krzywd (A Thousand Acres) jako Peter Lewis
- 1997: Światło ognia (Firelight) jako John Taylor
- 2006: Pajęczyna Charlotty (Charlotte’s Web) jako pan Arable
- 2013: Klątwa laleczki Chucky (Curse of Chucky) jako sędzia